# Herman Nilsson-Ehle

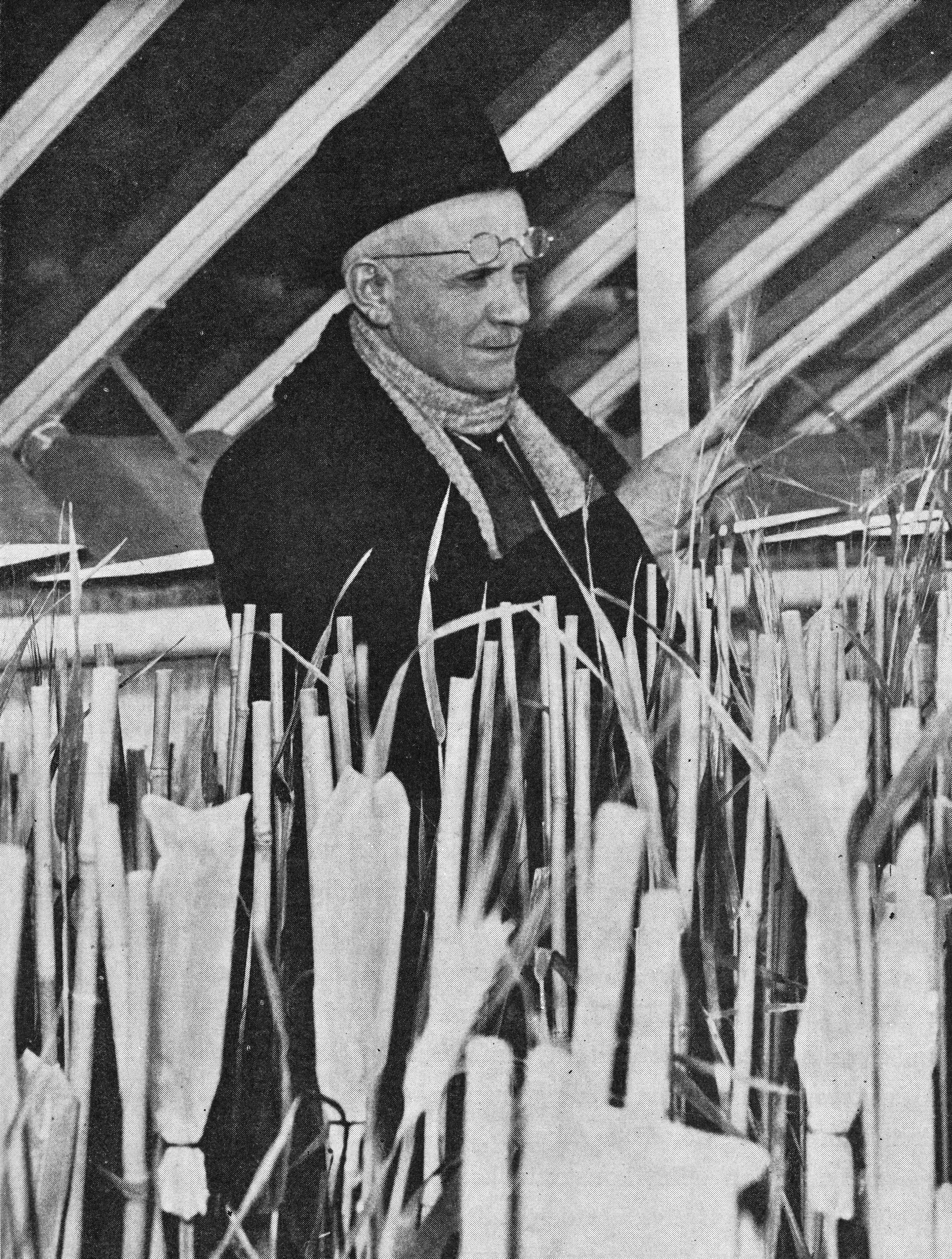
Herman Nilsson-Ehle

Nils Herman Nilsson-Ehle (* 12. Februar 1873 in Skurup; † 29. Dezember 1949 in Lund) war ein schwedischer Biologe. Er entdeckte die Polygenie.

## Lebenslauf
Herman Nilsson-Ehle begann 1891 mit dem Studium in Biologie an die Universität Lund bei Fredrik Wilhelm Christian Areschoug (1830–1908). 1898/99 nahm er an einer Expedition in Sibirien teil. 1909 wurde er an der Universität Lund promoviert. Seine Dissertation handelt von der multifaktoriellen Vererbung bei Getreide. Anschließend war er Dozent für Botanik in Lund. Von 1900 bis 1915 war er in der Abteilung für Weizen und Hafer der Schwedischen Saatvereinigung in Svalöv (Saatzuchtanstalt) als Assistent tätig. Dort machte er auch seine wesentlichen Entdeckungen zur polygenen Vererbung. Von 1910 bis 1938 war er Vorsitzender der Mendel-Gesellschaft. Von 1915 bis 1938 hatte er den Lehrstuhl für physiologische Botanik und 1917 für Genetik an der Universität Lund. 1924 wurde er zum Mitglied der Königlich Schwedischen Akademie der Wissenschaften gewählt. Direktor der Schwedischen Saatvereinigung in Svalöv war er von 1925 bis 1939.
Nilsson-Ehle war nach der Gründung der Schwedischen Gesellschaft für Rassenhygiene (Svenska sällskapet för rashygien) 1909 Teil eines Netzwerks aus Personen, die sich für die Gründung eines Staatlichen Instituts für Rassenbiologie (1922 gegründet) und ein Gesetz für „eugenische Sterilisierungen“ einsetzten. 1937 gründete Nilsson-Ehle in Lund mit anderen Professoren der Universität die Reichsvereinigung Schweden-Deutschland, eine Vereinigung die "eine gerechte Beurteilung des neuen Deutschland" zum Ziel hatte. Darüber hinaus war Nilsson-Ehle ab 1938 verantwortlicher Herausgeber der Zeitschrift „Sverige-Tyskland“ (Schweden-Deutschland). Die Zeitschrift galt als Sprachrohr der Reichsvereinigung und wurde zu einem Propagandainstrument für das „neue Deutschland“. Zwischen 1937 und 1946 war Nilsson-Ehle Mitglied des Senats der Kaiser-Wilhelm-Gesellschaft.
Im Jahr 1925 wurde er zum Mitglied der Leopoldina gewählt. 1932 wurde er als korrespondierendes Mitglied in die Sowjetische Akademie der Wissenschaften und 1935 in die Preußische Akademie der Wissenschaften aufgenommen.

## Entdeckung der Polygenie
Während seiner Tätigkeit in Svalöv arbeitete Nilsson-Ehle an der züchterischen Verbesserung von Nutzpflanzen, insbesondere von Weizen. Während seiner Arbeiten am entdeckte er die additive Polygenie (polygene Vererbung). Bei der Kreuzung einer rot- und weißkörnigen Weizensorte beobachtete er eine Aufspaltung der gekreuzten Sorten in fünf Farbabstufungen im statistischen Verhältnis von 1:4:6:4:1 feststellen konnte.
Die Farbabstufungen ergeben sich aus zwei Genen mit je zwei Allelen. Sind bei einem Merkmal noch mehr Gene beteiligt, so wird die Anzahl der Klassen so groß, dass ein Unterscheidung nicht mehr möglich ist. Dabei entsteht der Eindruck einer kontinuierlichen Variation. Sind beispielsweise zehn unterschiedliche Gene an der Ausprägung eines Merkmals beteiligt, so ergeben sich circa 60.000 unterschiedliche Varianten.

## Veröffentlichungen (Auswahl)
- Om lifstyper och individuell variation. In: Botaniska Notiser. 1907, S. 113–140.
- Om nordskandinaviska och andra tidiga hafresorter och fösök till deras förbättrande genom individualförädling och korsning. In: Sveriges Utsädesförenings Tidskrift. 17/1907, S. 209–218.
- Einige Ergebnisse von Kreuzungen bei Hafer und Weizen. In: Botaniska Notiser. 1908, S. 257–294.
- Kreuzungsuntersuchungen an Hafer und Weizen. In: Lunds Universitets Arsskrift. N.F. Band 5, Nr. 2, 1909 (echo.mpiwg-berlin.mpg.de).